# I. Assur-uballit
I. Assur-uballit (uralkodott i. e. 1365 – i. e. 1330) a Középasszír Birodalom első jelentős uralkodója volt, aki kivívta országa számára a függetlenséget, és elindította a nagyhatalommá válás útján. Ehhez kiválóan igazodik a neve, melynek jelentése: Assur életre kelt.
Apját, I. Eríba-Adadot követte a trónon. Uralkodásának kezdetén kivívta Assur városának függetlenségét. Az i. e. 15. század óta Mitanni főhatalma alatt álló királyság kihasználta a hurri állam belviszályait és konfliktusát a Hettita Birodalommal. I. Szuppiluliumasz legyőzte II. Suttarnát, és Assur-uballit Assur városától keletre eső mezőgazdasági területeket elfoglalta. Ezzel kezdődött a középasszír kor önálló királyságának fellendülése.
Assur-uballit korának két nagyhatalmával is szövetségre lépett: II. Burnaburiashoz, Babilon kassú királyához egyik lányát adta feleségül, és felvette a kapcsolatot az egyiptomi újbirodalommal is. Két Amarna-levél maradt ránk, amelyeket ő küldött a fáraónak, és amelyek kiválóan érzékeltetik az uralma alatt végbement változásokat. Az első ékírásos agyagtábla még csak arra kéri Ehnatont, hogy kegyesen fogadja a követséget – ez ki is váltotta Burnaburias haragját, mivel vazallusának tekintette Assurt – a másodikon Assur-uballit már egyenrangúként kezeli a fáraót. Az i. e. 12. századi másolatokban fennmaradt középasszír törvények is Assur-uballit nevéhez köthetők.
Asszíria számára a babiloni dinasztikus kapcsolat ürügyet teremtett a helyi viszonyokba való beavatkozásra. Amikor Burnaburias fiát, Assur-uballit unokáját, Karahardast i. e. 1333-ban megölték, az asszír seregek döntötték meg a bitorló Nazibugas trónját, és segítették hatalomra II. Kurigalzut.